# Thảm sát Khatyn

Tượng đài trung tâm tại Khu phức hợp tưởng niệm Khatyn gần Minsk

Thảm sát Khatyn xảy ra tại Khatyn (hoặc Chatyń) (Tiếng Belarus và tiếng Nga: Хатынь, phát âm: [xɐtɨnʲ]), một ngôi làng gồm 26 ngôi nhà của 156 người dân Belarus, tại huyện Lahoysk, tỉnh Minsk Region, cách thành phố Minks 50 km. Ngày 22 tháng 3 năm 1943, toàn bộ dân làng bị tàn sát bởi Tiểu đoàn trừng phạt 118 thuộc lực lượng Hiến binh SS Ukraina. Tiểu đoàn này được thành lập tháng 7 năm 1942 tại Kiev với thành phần chủ yếu là người dân tộc thiểu số ở miền Tây Ukraina và dân Khivis, được sự hỗ trợ của Tiểu đoàn đặc biệt Dirlewanger Waffen-SS.
Vụ thảm sát này không phải là vụ thảm sát duy nhất tại Belarus trong Chiến tranh Thế giới thứ II. Ít nhất đã có 5.295 khu định cư người Belarus đã bị thiêu cháy và phá hủy bởi các lực lượng vũ trang Đức Quốc xã. Hầu hết những cư dân tại đó đều đã bị giết chết (trung bình 1.500 nạn nhân/vụ) với lý do họ đã hợp tác với các nhóm du kích. Tại khu vực Vitebsk, có 243 ngôi làng bị đốt cháy hai lần, 83 làng bị đốt cháy ba lần, và 22 ngôi làng bị thiêu trụi đến bốn lần hoặc nhiều hơn. Tại khu vực Minsk, 92 ngôi làng bị đốt cháy hai lần, 40 làng bị đốt cháy ba lần, 9 ngôi làng bị đốt cháy đến 5, 6 lần hoặc nhiều hơn. Tổng cộng, đã có hơn 2.000.000 người Belarus đã thiệt mạng trong thời gian ba năm bị Đức Quốc xã chiếm đóng, chiếm khoảng gần một phần tư dân số của nước Cộng hòa.

## Tàn sát
Ngày 22 Tháng 3 năm 1943, một đoàn xe quân sự Đức Quốc xã đã bị tấn công bởi du kích của Liên Xô gần làng Koziri cách Khatyn khoảng 6 km. Trong cuộc tấn công đó, hơn 40 cảnh sát của Tiểu đoàn 118 Schutzmannschaft thiệt mạng, trong đó bao gồm chủ yếu là các nhân viên người Ukraine. Trong số những người chết có Hauptmann Hans Woellke, sĩ quan chỉ huy của Tiểu đoàn. Woellke là nhà vô địch Olympic tổ chức ở Berlin năm 1936 và một người quen của Adolf Hitler.
Tiểu đoàn 118 Schutzmannschaft là đơn vị chủ yếu gồm các tội phạm được tuyển dụng cho nhiệm vụ chống du kích đã xông vào làng và đuổi những người dân ra khỏi nhà của họ rồi dồn họ vào một nhà kho. Sau đó chúng chất rơm xung quanh ngôi nhà kho và đốt cháy tất cả. Những người dân bị nhốt ở bên trọng đã hợp lực cố gắng phá cánh cửa chính để thoát ra ngoài nhưng đều bị bắn gục bởi bởi súng máy của lính Schutzmannschaft. 147 người, trong đó có 75 trẻ em dưới 16 tuổi, đã thiệt mạng vì bị thiêu cháy, bị bắn hoặc chết ngạt trong đám cháy. Các ngôi làng sau đó bị cướp phá và đốt trụi.

## Những người sống sót

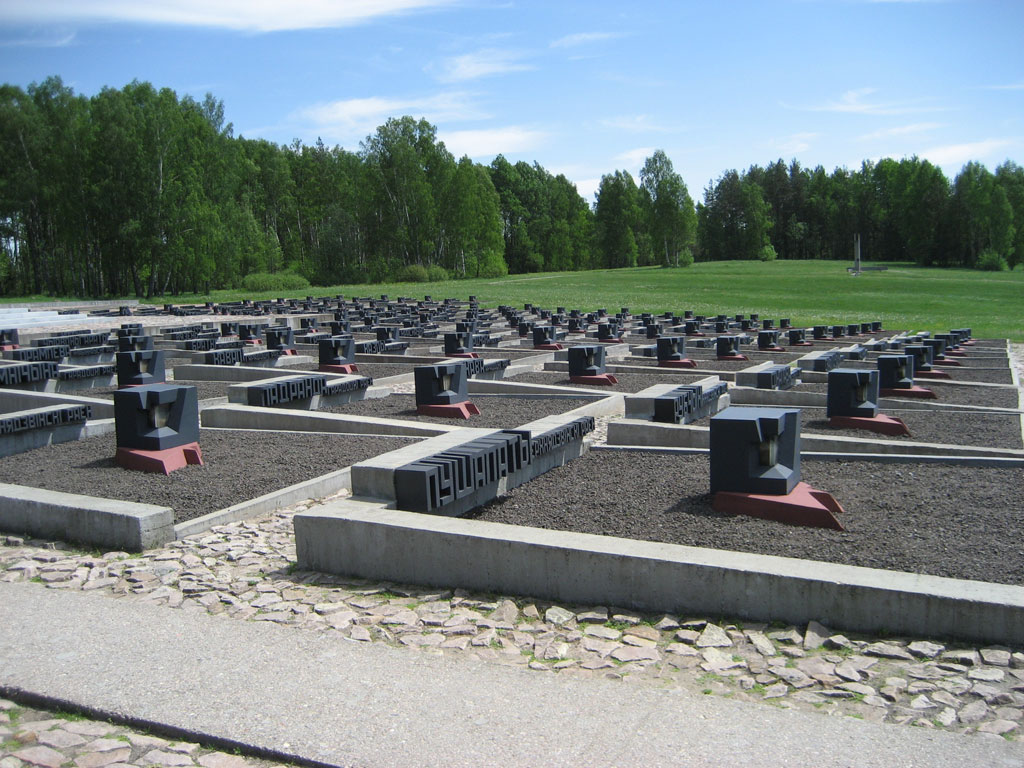
Những nấm mồ tại nơi trước đây là làng Khatyn

Chỉ có 8 dân làng sống sót, trong đó có 6 đã được công nhận là những chứng nhân cho thảm kịch. 5 người trong số đó là trẻ em và 1 người lớn duy nhất. Đến năm 2008, chỉ còn 2 trong số họ vẫn còn sống để kể lại câu chuyện này.
- Anton Iosifovich Baranovsky (1930-1969), năm 1943 mới 12 tuổi đã bị bỏ mặc cho chết do vết thương ở cả hai chân.[10] Vết thương của anh đã được du kích cứu chữa và điều trị. Năm tháng sau khi mở của Đài tưởng niệm, Anton đã chết không rõ vì lý do gì.
- Người lớn duy nhất sống sót trong vụ thảm sát Khatyn, là ông Yuzif Kaminsky (1887-1973), khi đó 56 tuổi. Ông cũng bị thương và bị đốt cháy, đã nhớ lại vụ thảm sát này. Chính ông đã tìm thấy con trai mình trong tình trạng bỏng nặng và sau đó đã chết trên tay ông. Sự việc này đã được các nhà điêu khắc thể hiện trên bức tượng trung tâm của phức hợp Công viên tưởng niệm Khatyn.[10]
- Alexander Petrovich Zhelobkovich (1930-1994), khi đó là một chú bé 12 tuổi đã may mắn sống sót. Khi những lính Đức Quốc xã bao vây ngôi làng, người mẹ đã đánh thức chú bé dậy và đưa chú lên lưng ngựa để trốn thoát đến một ngôi làng gần đó. Sau chiến tranh, anh phục vụ trong các lực lượng vũ trang với cấp bậc trung úy và sau này trở thành một đại tá quân dự bị.[11]
- Vladimir Antonovich Yaskevich (1930-2008), người đã cố gắng để sống sót bằng cách trốn trong một hầm chứa khoai tây cách nhà mình 200 mét. Hai lính Đức Quốc xã nhìn thấy chú bé, nhưng đã không bắt đi hoặc bắn bỏ. Vladimir lưu ý rằng những người lính này nói chuyện với nhau bằng tiếng Đức chứ không phải tiếng Ukraina.[12]
- Sofia Antonovna Yaskevich (sau này mang họ chồng là Fiokhina), em của Vladimir, sinh 1934 đã được giấu trong hầm rượu khi thảm kịch diễn ra. Khi trưởng thành, cô làm nhân viên đánh máy, hiện còn sống tại Minsk.[11]
- Viktor Andreevich Zhelobkovich (sinh năm 1936), khi đó mới bảy tuổi, sống sót sau hỏa hoạn trong nhà kho bởi nằm dưới xác chết của mẹ mình. Khi trưởng thành, ông làm việc tại văn phòng thiết kế cơ khí chính xác, hiện đang sống ở Minsk.[10]

Hai phụ nữ Khatyn sống sót vì họ đã đi khỏi làng ngày hôm đó gồm:
- Tatyana Vasilyevna Karaban (1910 - 2000), đã rời làng trước khi cuộc thảm sát diễn ra. Bà đến thăm người thân tại làng Seredniaya gần đó.[13]
- Sofya Klimovich, là bạn thân của Tatyana Karaban, cũng đã đến thăm người thân ở một ngôi làng gần đó. Sau chiến tranh, bà làm việc tại khu phức hợp Công viên tưởng niệm Khatyn trong nhiều năm.

## Các cuộc điều tra sau chiến tranh
Một trong các sĩ quan chỉ huy cấp trung đội của Tiểu đoàn Schutzmannschaft 118 là trung úy Vasyl Meleshko người Ukraina, đã ra trước vành móng ngựa của Tòa án Tối cao Liên Xô xét xử y về tội giết người có dự mưu. Tham mưu trưởng tiểu đoàn Schutzmannschaft 118 Thiếu tá Grigory Vassiura người Ukraina, đã bị Tòa án Quân sự Tối cao nước Cộng hòa Xã hội chủ nghĩa Xô viết Byelorussia xét xử tại Minsk năm 1986 và bị buộc phải chịu trách nhiệm về tất cả các tội ác của mình. Ông ta bị kết án tử hình.

Toàn cảnh Khu phức hợp tưởng niệm Khatyn, Belarus

Các cuộc điều tra khác liên quan đến các đao phủ trong vụ thảm sát tại Khatyn, Belarus không được công khai hóa trên các phương tiện thông tin đại chúng trong những năm dưới chế độ xã hội chủ nghĩa. Chính quyền Xô viết lo ngại rằng việc công khái hóa các thông tin đó sẽ gieo rắc sự thù hằn giữa người Belarus và người Ukraina, tạo nên nguy cơ đe dọa sự thống nhất của các nước Cộng hòa trong Liên bang Xô Viết.